# 花正在開
《花正在開》（日語：花は咲く）是花正在開計劃的单曲，由岩井俊二作詞，菅野洋子作曲、編曲。2012年5月23日以CD形式發售。歌唱参加者是岩手縣、宮城縣、福島縣的出身的明星或著名人士。本歌曲是為東日本大震災的災民籌款來幫助他們復興和支援的主題曲之一。

## 说明
这是一首为支持东日本大地震受灾地区之震后重建和受灾者的身心康复而制作的慈善歌曲。日本广播协会表示，这首歌曲计划被用作于震后的2011年开始的震灾支援项目“NHK东日本大地震项目”的主题曲。国内广播（不包括广播2台）和国际广播（由NHK世界电视台负责添加歌词和英文字母）都会利用其节目安排的空闲时间播放该曲。
该曲作词者为出身宫城县仙台市的岩井俊二，作曲和编曲者则由出身同县同市的菅野洋子负责。歌曲的演唱者是与岩手县、宫城县、福岛县有关的明星或著名人士，其组合名为“花正在开计划”。
作词者岩井俊二说：“这首歌是从地震中去世的人的角度创作的。”作曲者菅野洋子说：“过了100年，或者是因为其他什么原因，也许这首歌的演唱者会被遗忘，但希望这首歌本身能继续留存下来。”
这首歌的作词和作曲者的版税，全部由NHK福利文化事业团作为捐款捐赠给灾区的地方政府。因此，当这首歌被翻唱，在音乐会被上演唱，或在电视或广播上被播出时，捐款数额便会增加。
此外，在歌曲PV中，只有铃木京香是闭着眼睛默默地演唱的。
歌曲还制作了英文版，由II Devo演唱。
2014年6月起，羽生结弦在地震中受灾的アイスリンク仙台中滑冰的特别节目“花正在开〜羽生結弦版本〜”开始播出，钢琴和歌词是由羽生的朋友指田郁也负责的。此外，从2014年7月起，还播放了在上述表演之间插入静止照片的“花正在开~羽生结弦照片纪念版~”。《花正在开~羽生结弦版本~》在由NHK的国际广播“NHK世界电视台”举办的“NHK观众选择奖2014（英語：NHK Viewers Choice Award 2014）”体育和科技部分中被选为第1位。此外，羽生在2014年当年举办的NHK杯国际滑冰大赛（于大阪府立门真体育中心）中的表演賽是从不同的角度拍摄的，重新剪辑并再次发行的《羽生结弦向世界传递的‘花正在开’》于2014年12月播出。
2015年4月，在菅野的建议下，部分歌词受到了修改。
在大和NEXT银行2014年在老年人层（50到79岁）进行的调查中，该曲在“励志歌曲”排行榜上位列第二名。
单曲的发行方为FlyingDog，此曲为该公司史上首次推出慈善歌曲。

## 收錄歌曲
作詞：岩井俊二
作曲、編曲：菅野洋子

### 初回限定版
CD
1. 花は咲く [5:00]
2. 花は咲く [4:50]
  - 演唱：岩田華（AKB48）
3. 花は咲く [4:33]
  - 演唱：Members from The Little Singers of Tokyo
4. 花は咲く（伴奏版）

DVD
1. 「花は咲く」 <完整版本>
2. AKB48 岩田華怜「花は咲く」演唱。
3. 【特典映像】 「花は咲く」錄音、拍攝。（制作現場紧密跟踪拍摄10天）

### 通常版
CD
1. 花は咲く
2. 花は咲く 
  - 演唱：岩田華怜（AKB48）
3. 花は咲く
  - 演唱：Members from The Little Singers of Tokyo
4. 花は咲く（伴奏版）

## 参加者
- 秋吉久美子　福島縣磐城市長大
- 荒川静香　宮城縣仙台市、曾住在利府町
- 生島博　宮城縣气仙沼市出身
- ikemen's　宮城縣仙台市组成
- 岩田華怜（AKB48）　宮城縣仙台市出身
- 梅泽富美男　福島縣福島市出身
- 大友康平　宮城縣鹽竈市出生
- 加藤茶　福島縣福島市長大
- 門倉有希　福島縣須賀川市出身
- 狩野英孝　宮城縣栗駒町（現在的栗原市）出身
- 狩野香織　宮城縣高清水町（現在的栗原市）出身
- 熊谷育美　宮城縣气仙沼市出身
- 佐藤B作　福島縣福島市出身
- 佐藤宗幸　宮城縣古川市（現大崎市）長大
- 泽田知可子　岩手縣安代町（現八幡平市）出生
- 三明治人　宮城縣仙台市出身
- 涼風真世　宮城縣石卷市出身
- 鈴木京香　宮城縣仙台市出生、富谷町長大
- 千昌夫　岩手縣陸前高田市出身
- 仲谷明香（AKB48） 岩手縣盛岡市出生
- 中村雅俊　宮城縣女川町出身
- 新沼謙治　岩手縣大船渡市出身
- 西田敏行　福島縣郡山市出身
- 野村克也　東北樂天金鷹前監督
- 畠山美由紀　宮城縣气仙沼市出身
- 原田直之　福島縣浪江町出身
- 本田武史　福島縣郡山市出身
- 三浦審　宮城縣氣仙沼市出身
- 村上弘明　岩手縣陸前高田市出身、氣仙沼高等学校畢業
- 森公美子　宮城縣仙台市出身
- 杜華明　宮城縣仙台市出身
- 山川惠里佳　岩手縣盛岡市出身
- 由規　宮城縣仙台市出身
- 遊佐未森　宮城縣仙台市出身

## 演員陣容的演奏版專輯
《花正在開 日劇的樂器演奏版》（日語：NHK「明日へ」東日本大震災復興支援ソング「花は咲く」ザテレビジョンの楽器演奏）是樂器的伴奏，由菅野洋子作曲。2018年9月26日以CD形式發售。

### 收錄曲目
1. 花は咲く（ピアノ・ソロ）
  - 鋼琴：佐久間由衣
2. 花は咲く（ヴァイオリン&ピアノ）
  - 小提琴：二階堂富美、鋼琴：佐久間由衣
3. 花は咲く（合唱&ピアノ）
  - 合唱：福島大學混聲合唱團、鋼琴：佐久間由衣
4. 花は咲く（フルート&ピアノ）
  - 長笛：芳根京子、鋼琴：小松菜奈
5. 花は咲く（サクソフォン&ピアノ）
  - 薩克斯風：吉岡里帆、鋼琴：深田恭子
6. 花は咲く（三味線）
  - 三味線：榮倉奈奈
7. 花は咲く（箏）
  - 日本箏：石原里美
8. 花は咲く（二胡）
  - 二胡：佐田真由美
9. 花は咲く（ヴァイオリン・デュオ&ピアノ）
  - 小提琴：高杉真宙、山本美月、鋼琴：小松菜奈
10. 花は咲く（トランペット・ソロ）
  - 小號：新木優子
11. 花は咲く（トロンボーン・ソロ）
  - 長號：本假屋唯香
12. 花は咲く（ホルン・ソロ）
  - 法國號：入山法子
13. 花は咲く（ギター弾き語り）
  - 吉他、主唱：高橋一生
14. 花は咲く（オーケストラ）（BONUS TRACK）
  - 指揮：梅田俊明、演奏：NHK交響樂團
15. 花は咲く（吹奏楽）（BONUS TRACK）
  - 指揮：川瀬賢太郎、演奏：東京佼成管樂團
16. 花は咲く～リオデジャネイロメダリストバージョン～（BONUS TRACK）
  - 主唱：里約奥運與殘奥日本運動員的55人
17. 花は咲く～ピョンチャンバージョン～（BONUS TRACK）
  - 主唱：平昌奥運與殘奥日本運動員的60人

## 文字注释
1. ↑  播放时间长短视其节目安排的空闲时间而定，有完整版的5分钟和短版的2分钟或1分钟。
2. ↑  这对于以动画音乐为主业的该公司来说也是特例。

## 外部連結
- 復興支援歌曲 花正在開 （页面存档备份，存于） - NHK東日本大震災計劃
- 「花正在開」東日本大震災復興支援歌曲 （页面存档备份，存于） - NHK出版
- 花正在開計劃 （页面存档备份，存于） - Victor Entertainment
- YouTube上的 - 一分鐘短版